# Gtk-vnc
gtk-vncとは、GTKを用いたVNC Viewerライブラリを提供するオープンソースプロジェクトで、
VNC用の共通APIを提供する。
このライブラリを使うことにより、VNC viewerを数十行程度で実装することが出来る。
また、通常のVNCの認証プロトコルに加えて、
IPv6のサポートや、
VeNCrypt拡張によるTLS/SSLによる暗号化通信がサポートされている。
現在は、C言語及びPythonから本APIを呼び出すことが出来る。
また、他の使い方としては、VNC viewerのプラグインとしてウェブブラウザから使うことが出来る。
本ライブラリを使っているアプリケーションとしては、Vinagre、Virtual_Machine_Manager、KVM Testなどがある。また、gtkvnc配布パッケージに添付されているC言語とPythonで書かれたgvncviewerもある。
本プロジェクトのメンテナーは、Anthony Ligori、Daniel Berrange、John Wendellである。

## ステータス
gtk-vncは、以下のエンコーディングをサポートしている。
- Raw
- Copyrect
- RRE
- Hextile
- ZRLE
- Tight

さらに、以下の擬エンコーディングをサポートしている。
- DesktopResize
- PointerChangeType
- RichCursor
- XCursor
- ExtendedKeyEvent

以下のセキュリティタイプ（認証）をサポートしている。
- None
- VNC Auth
- VeNCrypt

RFBプロトコルは、3.3, 3.7, そして3.8をサポートしている。

## TODOリスト
- リモートゲストとのAudio/USB/Dataをやり取りする機能追加
- スケールするフレームバッファサポート
- スループットを向上するために動的にプロトコル（圧縮等）を変更できる機能追加
- APIドキュメント
- サムネイル（小さい描画）サポート
- フレームバッファをN秒以上の間隔で要求する'Quiesced' モードサポート(サムネイルサポート用)

## ソフトウェア構成
ソフトウェアの構成は、大まかに言って、3つに分かれている。一つは、examples/gvncviewer.cであり、VNC viewerのメインルーチンである。次は、GTK-VNC widgetとなるsrc/vncdisplay.cである。最後は、vnc_coroutine()@src/vncdisplay.cから呼び出されるsrc/gvnc.cというVNCのネットワーク通信プロトコル層である。このvnc_coroueine()は、メインとは別スレッド（コルーチン）として稼働している。
また、ソフトウェア規模は、1万行程度であり、比較的小さい。
動作は、2つのスレッドが、交互に動く形になっている。1つは、グラフィックインターフェースのメインスレッドであり、もう1つはネットワーク通信のvnc_coroutine()である。
vnc_coroutine()は、coroutine_yieldでCPUを離し、メインスレッドにCPUを譲る。そして、I/O割り込みが上がったり、メインスレッドの処理が一段落しCPUが空くなどのある一定条件を満たすと、coroutine_yieldto()が実行され、メインスレッドからCPUを奪う過程を繰り返す。

### メンテナ
- Anthony Ligoriのページ
- Berrangeのページ
- John Wendell